# Notacanthurus baei
Notacanthurus baei is een haft uit de familie Heptageniidae. De wetenschappelijke naam van de soort is voor het eerst geldig gepubliceerd in 2009 door Braasch & Boonsoong.
De soort komt voor in het Oriëntaals gebied.